# Derolus pakistanus
Derolus pakistanus es una especie de escarabajo longicornio del género Derolus, tribu Cerambycini, subfamilia Cerambycinae. Fue descrita científicamente por Holzschuh en 1974.

## Descripción
Mide 14,7-15,8 milímetros de longitud.

## Distribución
Se distribuye por Pakistán.